# Школа „Праксис“
Школата „Праксис“ е марксистко хуманистично философско движение, чийто членове са повлияни от Западния марксизъм.
Развива се в Загреб и Белград в Социалистическа федеративна република Югославия през 1960-те години.
Известни фигури сред основателите на школата са Гайо Петрович и Милан Кангърга от Загреб, както и Михайло Маркович от Белград. От 1964 г. до 1974 г. те публикуват марксисткия журнал Праксис, който става известен като един от водещите международни журнали по марксистка теория. Групата също така организира популярното Лятната школа в Корчула на остров Корчула.

## Основни принципи
Поради бурните социално-политически условия през 60-те години утвърждаването на 'автентична' марксистка теория и практика и по-конкретно нейните хуманистични и диалектически аспекти е спешна задача, върху която работят философите в Югославия. Появява се нужда да се отговори на модифицираната марксистко-ленинска теория наложена от Съюза на комунистите в Югославия (виж Титоизъм). За да изрази и задоволи тази нужда, програмата на школата „Праксис“ е публикувана на френски език в първия брой на международното издание на групата Praxis: A quoi bon Praxis. Предраг Враницки (За проблема на практиката) и Данко Гърлич (Практика и догма) разширяват тази програма на английски език в същия брой (Praxis, 1965, 1, p. 41 – 48 and p. 49 – 58).
Философите от групата „Праксис“ смятат ленинизма и сталинизма за апологетически поради своята ad hoc природа. Ленинистките и сталинистки теории се приемат за неверни по отношение на марксистката теория, тъй като се приспособяват според нуждите на партийния елит и са нетолерантни към идеологическата критика.
Определящите характеристики на тази школа са: 1) наблягане на произведенията на младия Маркс (произведенията от ранните години на Карл Маркс); 2) призив за свобода на словото на Изток и на Запад основан на настояването на Маркс за безмилостна социална критика. Както Ерих Фром пише в предговора към книгата на Маркович From Affluence to Praxis (От благоденствие към практика), теорията на теоретиците от Праксис е „да се завърнем към реалния Маркс противопоставено на Маркс, изкривяван както от десните социалдемократи, така и от сталинистите“.
Различните теоретици наблягат на различни аспекти от теорията. Докато Михайло Маркович пише за отчуждението и динамичната природа на човешките същества, то Петрович пише за философията като радикална критика на всички съществуващи неща, наблягайки на същностно творческата и практическа природа на човека. Милан Кангърга набляга на творчеството като цяло и на разбирането за човешките същества като създатели на очовечена природа.
Друга определяща черта на теорията на групата Праксис е инкорпорирането на екзистенциалната философия в марксистката социална критика на Праксис, оглавявана от Руди Супек.
Организирането на лятната школа в Корчула и публикуването на международното издание на Праксис са начини да се насърчи открито изследване съгласно тези принципи. Колекцията от статии от 1965 г. на Ерих Фром озаглавена Socialist Humanism: An International Symposium (Социалистически хуманизъм: Международен симпозиум) е от голяма помощ за популяризирането на школата Праксис. Шест човека от школата публикуват статии в тази книга: Маркович, Петрович, Данило Пейович, Велко Корач, Руди Супек и Предраг Враницки.

## ЖурналътПраксис
Журналът Праксис е публикуван от група теоретици на праксис, главно от Загребския университет. Публикува се в две издания: югославско и чуждестранно. Първият брой на югославското издание е публикуван през 1 септември 1964 г. и се публикува до 1974 г. Чуждото издание се публикува между 1965 и 1973 г. Неговите основатели са Бранко Бошняк, Данко Гърлич, Милан Кангърга, Руди Супек, Гайо Петрович, Предраг Враницки, Данило Пейович и Иван Кувачич. Първите редактори на списанието са Петрович и Пейович, но през 1966 г. последния напуска Праксис. След това Супек е съредактор на журнала заедно с Петрович. От януари 1974 г. Супек също напуска и е заменен от Кувачиц като съредактор на списанието'.
Праксис спомага за възстановяването на творческия потенциал на марксизма. Черпи вдъхновение от работите на Антонио Грамши, Карл Корш, Дьорд Лукач, Ернст Блох, Херберт Маркузе, Ерих Фром и Люсиен Голдман. Текстовете в списанието включват статии от писатели от Изток и Запад. Редакторите на Праксис са насочени особено много към публикуването на статии, критикуващи ленинистката теория и практика разпространявана и налагана от Съюза на комунистите в Югославия.

## Лятна школа Корчула
Лятната школа в Корчула е предшествана от симпозиум, организиран от Гайо Петрович и Милан Кангръга през лятото на 1963 г. в Дубровник. Лятното школа е организирано от издателите на журнала Праксис от 1964 до 1974 г. на хърватския остров Корчула (откъдето и името), с изключение на 1966 г., когато събирането е отменено поради силните атаки от страна на Съюза на комунистите в Хърватия.
Школата е място за среща на философи и социални критици от целия свят. Някой от известните участници са Ернст Блох, Ойген Финк, Ерих Фром, Херберт Маркузе, Юрген Хабермас, Анри Льофевър, Ричард Бернщайн и Шломо Авинери. Друга особеност е, че един от присъстващите е от Ватикана, отец Густав Ветер, което свидетелства за факта, че Лятната школа в Корчула не е само марксистки симпозиум-участниците имат интереси вариращи от феноменология до теология.
Статиите написани по време на срещите се публикуват в списанието през следващата година. Всяко лято срещите се фокусират върху определени теми:
- 1963: Progress and Culture (състоял се в Дубровник-Прогрес и култура)
- 1964: Meaning and Perspectives of Socialism (Смисъл и перспективи на социализма)
- 1965: What is History? (Какво е история?)
- 1966: Лятната школа е отменена поради интензивните атаки от страна на Съюза на комунистите на Хърватия
- 1967: Creativity and Creation (Творчество и творене)
- 1968: Marx and Revolution (Маркс и революция)
- 1969: Power and Humanity (Сила и човечество)
- 1970: Hegel and Our Time (Хегел и нашето време-празнуващи 200 години от раждането на Хегел)
- 1971: Utopia and Reality (Утопия и реалност)
- 1972: Freedom and Equality (Свобода и равенство)
- 1973: The Essence and Limits of Civil Society (Същността и границите на гражданското общество)
- 1974: Art in a Technologized World (Изкуство в технологичния свят)

## Край на школата
Поради критическия си уклон редакторите и авторите са определяни като „професионални антикомунисти“ и „врагове на самоуправляващия се социализъм“, а журнала е спиран няколко пъти. През 1975 г. става невъзможно да се публикува списанието поради нарасналите репресии в Югославия. През януари същата година осем университетски професора, членове на школата Праксис (Михайло Маркович, Любомир Тадич, Загорка Голубович, Светозар Стоянович, Миладин Животич, Драголюб Мичунович, Небойша Попов и Триво Инджич) са изгонени от Философския факултет в Белград на основата на решение на Сръбското събрание.
Членовете на Праксис се опитват на няколко пъти да започнат отново публикуването на списание Праксис и наново да отворят лятната школа в Корчула. Усилията им се провалят, което е и основния мотив няколко от членовете да се опитват да публикуват журнала извън Югославия. Те успяват в това начинание и към април 1981 г. журналът Praxis International е редактиран и публикуван в Оксфорд в духа на оригиналния журнал Праксис. Не всички членове на Праксис подкрепят това действие. То е подкрепяно от четирима членове на редакторската колегия на списанието: Супек, Маркович, Тадич и Стоянович. Мнозинството от групата водени от Кангърга са несъгласни на основата на това, че международен журнал със същото или подобно име като оригиналния би намалило възможностите за ново стартиране на публикуването на стария журнал в Югославия. Първите съредактори на Praxis International са Ричард Бернщайн и Михайло Маркович. От 1986 г. съредактори са Сейла Бенхабиб и Светозар Стоянович.
Praxis International се публикува до януари 1994 г., когато е преименувано на Constellations: An International Journal of Critical and Democratic Theory.

## Влияние
Влиянието на школата Праксис е главно чрез интелектуалното му наследство като хетеродоксно тълкуване на марксизма. Това тълкуване е популярно сред западните марксисти и академици, по-специално Маршал Берман, който пише за групата Праксис в своите основни книги. Много теоретици от школата преподават в различни университети в Европа и САЩ. Подходът на праксис привлича западните учени поради акцента си върху диалектическия, хуманистичен Маркс.

## Допълнително четене
- Kukoč, Mislav. Temelji hrvatske filozofije prakse (PDF) //  Prilozi za istraživanje hrvatske filozofske baštine 20 (1 – 2 (39 – 40)).   Zagreb, Institute of Philosophy, December 1994. с. 407 – 432. Посетен на 7 юли 2017. (на хърватски)